# 张朝发墓
张朝发墓，位于中国福建省福鼎市秦屿镇瓜园村，清道光二十三年（1843年）建，平面呈“风”字型，三合土结构，坐东北向西南，占地面积约150平方米。墓室有两封门，分别葬有张朝发及陈氏夫人灵柩，墓前有碑坊式青石神龛、石狮子及望柱各一对，保存较好。2009年11月16日公布为第七批福建省文物保护单位。
张朝发（？—1840），字骏亭，福建惠安人。幼随父徙居福鼎县。道光十八年（1838年）任台湾水师协副将。道光十九年（1839年）任定海总兵。次年六月，英军入侵定海港，率兵水战，中炮伤股，一月后卒于余姚。